# Bumitirto
Bumitirto is een bestuurslaag in het regentschap Wonosobo van de provincie Midden-Java, Indonesië. Bumitirto telt 1533 inwoners (volkstelling 2010).